# Goldtown Ghost Riders
Goldtown Ghost Riders è un film del 1953 diretto da George Archainbaud.
È un western statunitense a sfondo musicale con Gene Autry e Gail Davis.

## Produzione
Il film, diretto da George Archainbaud su una sceneggiatura e un soggetto di Gerald Geraghty, fu prodotto da Armand Schaefer per la Gene Autry Productions e girato nelle Alabama Hills a Lone Pine, California, dal 9 settembre al 16 settembre 1952.

## Distribuzione
Il film fu distribuito negli Stati Uniti dal 20 maggio 1953 al cinema dalla Columbia Pictures.

## Promozione
Tra le tagline:
- GENE'S THE JUDGE...AND CHAMP'S THE JURY -- as flying fists and flying hooves carry The Law into a ghost-ridden, fear-crazed gold town!
- PISTOL-PACKING GHOSTS TERRORIZE A GOLD TOWN - till Gene and Champ start haunting them!
- JUDE GENE AUTRY'S DEALING OUT SWIFT SIX-GUN JUSTICE...shooting it out with pistol-packing ghosts in a hate-haunted gold town!